# Barkudia melanosticta
Barkudia melanosticta är en ödleart som beskrevs av Schneider 1801. Barkudia melanosticta ingår i släktet Barkudia och familjen skinkar. IUCN kategoriserar arten globalt som otillräckligt studerad. Inga underarter finns listade.
Arten är känd från två ställen vid kusten i delstaten Andhra Pradesh i Indien. Den vistas i skogar med buskar som undervegetation och den gräver ofta i marken.